# كريستينا هولاند
كريستينا هولاند (بالإنجليزية: Kristina Holland)‏ هي معالجة نفسية وممثلة أمريكية، ولدت في 25 فبراير 1944 في الولايات المتحدة.

## وصلات خارجية
- كريستينا هولاند على موقع IMDb (الإنجليزية)
- كريستينا هولاند على موقع أول موفي (الإنجليزية)
- كريستينا هولاند على موقع قاعدة بيانات الأفلام السويدية (السويدية)
- كريستينا هولاند على موقع قاعدة بيانات الفيلم (الإنجليزية)
- كريستينا هولاند على موقع كينوبويسك (الروسية)